# Diversidad sexual en Mali
Las personas del colectivo LGBT+ en Malí se enfrentan a ciertos desafíos legales y sociales no experimentados por otros residentes. Las relaciones sexuales consensuales entre personas del mismo sexo nunca fueron criminalizadas en Malí hasta que fue promulgado el nuevo Código Penal en diciembre de 2024. Las personas LGBT no cuentan con ningún tipo de protección contra la discriminación o crímenes de odio.

## Legalidad de los actos homosexuales
Los actos homosexuales privados, consensuados y no comerciales fueron legales en Mali desde el año 1961 hasta 2024. En 2023, el gobierno militar manifestó la intención de penalizar la homosexualidad. En octubre de 2024, el Consejo Nacional de Transición aprobó el nuevo Código Penal, el cual fue promulgado por el presidente de Transición el 13 de diciembre de 2024.
El nuevo Código Penal (2024) criminaliza los actos sexuales entre personas del mismo sexo en virtud de los artículos 325-1 sobre "indecencia pública" y 325-2 sobre "atentado al pudor".

Artículo 325-1. Indignación pública contra el pudor.
 Constituye un ultraje público al pudor todo acto realizado públicamente, que ofenda el pudor y los sentimientos morales de los particulares que lo presencian involuntariamente y que sea susceptible de perturbar el orden público y causar un daño social manifiesto. Cualquier acto sexual antinatural realizado públicamente con un individuo del mismo sexo también constituye indecencia pública. El ultraje a las buenas costumbres, cometido públicamente e intencionadamente, se castiga con dos años de prisión y multa de 200.000 francos.
Código Penal (2024).

Artículo 325-2. Atentado al pudor.
Es un atentado al pudor todo acto de naturaleza sexual contrario a la moral realizado intencional y directamente sobre una persona.
También constituye un atentado al pudor cualquier acto de naturaleza sexual contra natura cometido con un individuo del mismo sexo. Toda declaración, imagen, escrito público o privado, todo acto público o privado, susceptible de aprobar, estimular, promover o facilitar el atentado al pudor previsto en el párrafo anterior y en el artículo 325-1 anterior, será castigado con siete años de prisión y multa de 500.000 francos.
Todo atentado al pudor, cometido o intentado sin violencia contra un niño de cualquiera de los sexos, menor de quince años, será castigado con diez años de prisión y veinte años de prohibición de residencia.
Con las mismas penas se castigarán los atentados al pudor cometidos o intentados con violencia contra personas de uno u otro sexo, mayores de quince años o contra adultos en estado de esclavitud.
Si el delito previsto en el párrafo 4 de este artículo se comete contra un menor de quince años, el culpable será castigado con la pena de prisión de veinte años y la prohibición de residencia durante veinte años. Si el atentado se comete con ayuda de un tercero o de varias personas, o contra menores en estado de esclavitud, la pena es de veinte años de prisión con posibilidad de aplicar la prohibición de residencia por el mismo período en los casos previstos en los apartados 2 y 4 de este artículo, y de prisión perpetua en los casos previstos en el apartado 4 anterior.
Los culpables de un atentado cometido sin violencia contra un menor mayor de quince años y menor de dieciocho años, si son ascendientes de la persona sobre la que se ha cometido el atentado, si son quienes tienen autoridad sobre ellos, o si son responsables de su educación, de su vigilancia o si son empleados de las personas designadas anteriormente, son castigados con las penas previstas en el artículo 325-1 de este Código.
Código Penal (2024).

Las creencias culturales y religiosas prevalecientes de la mayoría de los ciudadanos de Malí ven la actividad sexual del mismo sexo y los roles de género no tradicionales como inmorales.

## Leyes anti-discriminación
No hay leyes contra la discriminación para proteger a la comunidad LGBT contra el acoso y el abuso. Aunque no hay discriminación oficial sobre la base de la orientación sexual a nivel nacional, la discriminación social es generalizada.

## Adopción
El artículo 522 del Portant Code des Personnes et de law Famille, que fue aprobado por la Asamblea Nacional el 2 de diciembre de 2011 y posteriormente suscrito en la ley por el Presidente de Malí, prohíbe a los homosexuales la adopción de niños.

## Condiciones de vida
Según Dembelé Bintou Keita, Director de arcada/SIDA, una organización de VIH/SIDA en Malí que proporciona atención médica a los hombres que tienen relaciones sexuales con hombres (MSM en inglés), la sociedad maliense no tolera a los HSH. Ellos "no tienen derechos y ciertamente no tienen derecho a reclamar su orientación sexual. Todas las creencias culturales hacia los HSH son negativas ". Los HSH son forzados a la bisexualidad o a prácticas sexuales subterráneas que los ponen en alto riesgo de transmisión sexual e infecciones por el VIH. "Los hombres que se sienten atraídos por otros hombres se ven obligados a casarse para que no le traigan vergüenza a la familia... pero todavía tienen hombres como parejas sexuales".
El reporte de Derechos Humanos del Departamento de Estado de los Estados Unidos, publicado en 2011, menciona que:

No había organizaciones de lesbianas, gays, bisexuales y transexuales (LGBT) en el país. La asociación libre de organizaciones LGBT fue obstaculizada por una ley que prohíbe la Asociación "para un propósito inmoral"; en 2005, el entonces gobernador del distrito de Bamako citó esta ley para rechazar el reconocimiento oficial a una asociación de derechos de homosexuales.

## Opinión pública
Una encuesta realizada por el afrobarómetro (afrobarometer), mostró que al 10% de los malienses les gustaría mucho, poco o no les importa tener de vecinos a personas homosexuales.
De acuerdo con el 2007 Pew Global actitudes Project, el 98% de los adultos de Malí creen que la homosexualidad es una forma de vida que la sociedad no debe aceptar, fue la tasa más alta de no aceptación en los 45 países encuestados.
La aplicación para citas PlanetRomeo, colocó a Mali en el puesto n.º 109 (de un total de 127 países participantes) en su índice de felicidad gay, el cual se basa en una encuesta, donde los participantes puntúan aspectos como la satisfacción con la vida,  el comportamiento de las demás personas hacia la homosexualidad, la opinión pública hacia la homosexualidad, y más.